# Султанија Безмијалем
Султанија Безмијалем (отур. بزم عالم سلطان‎; 1807-2. мај 1853) била је девета жена султана Махмуда II и Валиде султанија њиховом сину, султану Абдулмеџиду I Османског царства. Њено име на персијском језику значи "Украс универзума".

## Младост
Султанија Безмијалем је рођена 1807. године у Грузији. Припадала је богатој породици Мачабели. Едукована је од стране султаније Есме, сестре султана Махмуда II и радила је у хамаму пре него што је премештена у царски харем. Била је прелепа и имала је невероватно беле и лепе руке. Удала се за султана Махмуда 1822. године и добила је титулу "пете жене". Родила је свог јединог сина принца Абдулмеџида 1823. године, који ће касније постати султан.

## Валиде султанија
Безмијалем је постала Валиде султанија након што је њен син Абдулмеџид приступио трону 1839. године. Имала је само 31 годину када је постала валиде и остала је упамћена по својој јако белој пути и црвеној коси. Веома је утицала на одлуке султана и била јако добра политичарка. Као докази о њеном утицају на сина, остала су многа писма која му је писала. Имала је доминантну позицију у харему.
Безмијалем је описана као дубоко религиозна жена са добром природом. 

## Задужбине
Као и многе остале утицајне отоманске жене, Безмијалем је била патрон уметности и архитектуре. Године 1845. је наредила да се сагради дрвени мост, познат под именом Чишр и Чедид (Нови мост) и мост Валиде. Исте године је наредила да се сагради болница, фонтана и џамија у Јенибахчеу. Такође је саградила једну болницу у Меки. Градила је и поправљала фонтане широм Истанбула.
1850. године је саградила школу, близу маузолеја њеног мужа, султана Махмуда. 

## Смрт
Султанија Безмијалем је умрла у палати Бешикташ 2. маја 1853. године од последица епидемије туберкулозе у Истанбулу и сахрањена је у маузолеју њеног мужа, султана Махмуда II у улици Диванјолу, Истанбул.